# Irena Falska
Irena Falska z domu Ochędalska (ur. 7 września 1928) – polska dziennikarka i prezenterka telewizyjna.
W latach 60. XX w. była spikerką w Polskim Radiu, skąd w następnej dekadzie trafiła do telewizji. W latach 70. i latach 80. prowadziła Dziennik Telewizyjny. Szczególnie w okresie stanu wojennego utożsamiana była z oficjalną partyjno-rządową propagandą, w nieprawdziwy i pełen inwektyw sposób przedstawiającą działalność "Solidarności".
Była konferansjerką na Festiwalu Piosenki Radzieckiej w Zielonej Górze.
Po śmierci córki, Iki Szpakowskiej, w 2001 założyła Fundację „Ika”, która zajmuje się pomocą rodzinom.
Przez lata uważana za córkę Mariana Falskiego (co wielokrotnie sama dementowała), autora polskiego XX-wiecznego elementarza. W rzeczywistości Falska to jej nazwisko po mężu, faktycznie krewnym Mariana Falskiego. Była także żoną dziennikarza Grzegorza Woźniaka.